# هیومن برین مپینگ
هیومن برین مپینگ (به انگلیسی: Human Brain Mapping) یا نقشه‌برداری مغز انسان، نام یک ژورنال علمی تخصصی آمریکایی است.
این ژورنال معتبرترین ژورنال علمی جهان در زمینهٔ تصویربرداری از مغز است، و ضریب تأثیرگذاری ۶٫۱۵۱ (که بالاترین ضریب در میان ۸۷ ژورنال در این شاخه است) از نظر مؤسسه اطلاعات علمی را داراست.
این نشریه علمی توسط مرکز پژوهش‌های تصویری در مرکز علوم درمانی دانشگاه تگزاس در سن آنتونیو تأسیس و ویرایش شده، و توسط انتشارات جان وایلی منتشر می‌شود.